# Александровське сільське поселення (Моргауський район)
Алекса́ндровське сільське поселення (рос. Александровское сельское поселение) — муніципальне утворення у складі Моргауського району Чувашії, Росія. Адміністративний центр — присілок Васькино.

## Склад
До складу поселення входять такі населені пункти:
| Населений пункт       | Населення, осіб (2010) |
| --------------------- | ---------------------- |
| Александровське, село | 119                    |
| Васькино, присілок    | 283                    |
| Дворики, присілок     | 119                    |
| Ойкас-Абаші, присілок | 59                     |
| Паймурзіно, присілок  | 102                    |
| Сосновка, присілок    | 137                    |
| Юрмекейкіно, присілок | 190                    |